# О̆
Cette page contient des caractères spéciaux ou non latins. S’ils s’affichent mal (▯, ?, etc.), consultez la page d’aide Unicode.
Pour les articles homonymes, voir Ŏ.
Le o bref cyrillique (capitale О̆, minuscule о̆) est une lettre de l'alphabet cyrillique, composée du o cyrillique ‹ О › et du brève. Elle est utilisée en itelmène.

## Représentations informatiques
Le O brève peut être représenté avec les caractères Unicode suivants :
- décomposé (cyrillique, diacritiques) :

| formes    | représentations | chaînes de caractères | points de code | descriptions                                    |
| --------- | --------------- | --------------------- | -------------- | ----------------------------------------------- |
| capitale  | О̆               | О◌̆                    | U+041E U+0306  | lettre majuscule cyrillique o diacritique brève |
| minuscule | о̆               | о◌̆                    | U+043E U+0306  | lettre minuscule cyrillique o diacritique brève |